# Ananda Marchildon
Ananda Marchildon (Canada, 26 november 1986) is een Nederlands model dat in het voorjaar van 2008 de vierde serie van het RTL 5-programma Holland's Next Top Model won. Zij won de finale voor Yvette Broch, Jennifer Melchers en Patricia van der Vliet.
Marchildon won onder andere een contract bij het modellenbureau ModelMasters The Agency.
Zij klaagde modellenbureaus Elite Model en ModelMasters The Agency aan omdat zij volgens dit bureau te dik zou zijn, waardoor zij slechts € 10.000 in plaats van de overeengekomen € 75.000 verdiende. De modellenbureaus konden Marchildon nergens plaatsen, vanwege haar ‘te grote’ heupmaat; variërend tussen de 94 en 98 centimeter, waar 90 centimeter vereist was. Op 6 maart 2012 werd bekend dat ze de rechtszaak heeft gewonnen.